# Jean-Charles Tacchella
Jean-Charles Tacchella (ur. 23 września 1925 w Cherbourgu, zm. 29 sierpnia 2024 w Wersalu) – francuski reżyser i scenarzysta filmowy.
Zasłynął komedią romantyczną Kuzyn, kuzynka (1975), która stała się nieoczekiwanym hitem w Stanach Zjednoczonych, gdzie doczekała się później remake’u. Film zdobył Srebrną Muszlę podczas Międzynarodowego Festiwalu Filmowego w San Sebastián i był trzykrotnie nominowany do Oscara: za najlepszy film nieanglojęzyczny, scenariusz oryginalny oraz za najlepszą rolę żeńską dla Marie-Christine Barrault.
Inne filmy w reżyserii Jeana-Charlesa Tacchelli to m.in. Kocham cię od tak dawna (1979), Smak życia (1981), Klatka C (1985), Żywoty pań swawolnych (1990) czy Mężczyzna mojego życia (1992).